# II liga polska w hokeju na lodzie (1964/1965)
II liga polska w hokeju na lodzie 1964/1965 – 10. sezon zmagań drugiego poziomu ligowego hokeja na lodzie w Polsce. Został rozegrany na przełomie 1964 i 1965 roku.

## Formuła
W II lidze w sezonie 1964/1965 drużyny grały w dwóch grupach Północnej i Południowej. Awans do I ligi w sezonie 1965/1966 z grupy Południowej uzyskała Cracovia.

## Grupa Południe
| Lp. | Zespół                | M  | Pkt | W | R | P | G + | G - | +/- |
| --- | --------------------- | -- | --- | - | - | - | --- | --- | --- |
| 1   | Cracovia              | 28 | 40  |   |   |   | 130 | 58  | +72 |
| 2   | Fortuna Wyry          | 28 | 35  |   |   |   | 121 | 75  | +35 |
| 3   | KTH Krynica           | 28 | 28  |   |   |   | 112 | 89  | +23 |
| 4   | Podhale Nowy Targ II  | 28 | 28  |   |   |   | 130 | 123 | +7  |
| 5   | Odra Opole            | 28 | 22  |   |   |   | 87  | 100 | -22 |
| 6   | Polonia Bytom         | 28 | 21  |   |   |   | 101 | 130 | -29 |
| 7   | Elektro Łaziska Górne | 28 | 19  |   |   |   | 85  | 105 | -20 |
| 8   | Piast Cieszyn         | 28 | 6   |   |   |   | 60  | 136 | -76 |

- = awans do I ligi
- = spadek do III ligi

## Grupa Północ
Awans uzyskał Pomorzanin Toruń.